# Resolução 249 do Conselho de Segurança das Nações Unidas
A Resolução 249 do Conselho de Segurança das Nações Unidas aprovada por unanimidade em 18 de abril de 1968, depois de examinar a candidatura da Maurícia para membro das Nações Unidas, o Conselho recomendou à Assembleia Geral que a Maurícia fossem admitida.